# 毀棄損壞罪
毀棄損壞罪（英語：Property damage，簡稱毀損罪）又稱刑事毀損，是一項刑事罪行，指毀棄、損壞他人的財產，使其失去原本的功用或效能。各國通常將毀損器物、財產等列為普通毀損罪，而毀損文書、公物或非實體的互联网信息、计算机代码等列為特殊的毀損罪名。

## 各地規定

### 臺灣
《中華民國刑法》第三十五章 毀棄損壞罪：
- 第352條 毀損文書罪
- 第353條 毀損建築物、礦坑或船艦罪
- 第354條 毀損器物罪
- 第355條 詐術毀損罪
- 第356條 損害債權罪（妨害債權罪）
- 第357條 告訴乃論規定

其中關於毀損的共通定義為「主觀上要具有毀損故意，客觀上則有毀棄、損壞或致令不堪用的情形，且必須足以生損害於公眾或他人者」，刑度則多落在五年以下有期徒刑（如致人死傷則可能加重至十年以下）。
較為特殊的是第356條《損害債權罪》，本條處罰的不是毀損實物的行為，而是債務人於受強制執行之際，意圖損害债权人可能獲得的債權。由於損害債權的行為可能使被害人最終無法受償而蒙受金錢損失，立法者認為這樣的行徑等同毀損他人財物，因此特別立法處罰。

### 香港
《刑事罪行條例》
第60條（摧毀或損壞財產）
1. 任何人無合法辯解而摧毀或損壞屬於他人的財產，意圖摧毀或損壞該財產或罔顧該財產是否會被摧毀或損壞，即屬犯罪。
2. 任何人無合法辯解而摧毀或損壞任何財產(不論是屬於其本人或他人的) ，即屬犯罪——
  1. (a)意圖摧毀或損壞任何財產或罔顧任何財產是否會被摧毀或損壞；及
  2. (b)意圖藉摧毀或損壞財產以危害他人生命或罔顧他人生命是否會因而受到危害

3. 用火摧毀或損壞財產而犯本條所訂罪行者，須被控以縱火。

第61條（威脅會摧毀或損壞財產）

任何人無合法辯解而向其他人作出以下威脅，意圖令該其他人畏懼該威脅會付諸實行，即屬犯罪 ——
1. (a)威脅會摧毀或損壞屬於該其他人或第三者的財產；或
2. (b)威脅會摧毀或損壞該人本人的財產，而且知道所用方法相當可能會危害該其他人或第三者的生命。

第62條（管有任何物品意圖摧毀或損壞財產）

任何人保管或控制任何物品，意圖在無合法辯解的情況下使用或導致他人使用或准許他人使用該物品 ——
1. (a)以摧毀或損壞屬於另一人的財產；或
2. (b)以摧毀或損壞該人本人或使用人的財產，而且知道所用方法相當可能會危害另一人的生命，

即屬犯罪。

### 日本
日本《刑法》第261條對於毀損他人物品財產者，可處三年以下徒刑或30萬元以下罰金。